# Piotr Palamarciuc
Piotr Palamarciuc (n. 8 septembrie 1947) a fost un deputat moldovean în Parlamentul Republicii Moldova, ales în Legislatura 2001-2005 pe listele partidului PCRM.
În perioada 23 aprilie 2001 - 31 decembrie 2005, a fost membru supleant în delegația Republicii Moldova la Adunarea Parlamentară a Consiliului Europei.